# Heptosa
Una heptosa és un monosacàrid amb set àtoms de carboni. Tenen ja sia un grup funcional aldehid en posició 1 (aldoheptoses) o un grup funcional cetona en posició 2 (cetoheptoses). Les cetoheptoses tenen quatre centres quirals, mentre que les aldoheptoses en tenen 5. Hi ha pocs exemples de sucres de set carbonis a la natura, entre ells hi ha:
- Sedoheptulosa o D-altro-heptulosa (una cetosa)
- Mannoheptulosa, que es troba en els alvocats.
- L-glicero-D-manno-heptosa (una aldosa).